# Језици у Мађарској
Језици у Мађарској су језици који се говоре у Мађарској држави су мађарски, признати језици мањина и други мање кориштени језици.

## Мањински језици у Мађарској
Мањински језици се говоре у низу аутохтоних насеља у Мађарској. Земља је потписница Европске повеље о регионалним или мањинским језицима, која је ратификована 26. априла 1995. године према којој је 14 мањинских језика признато и заштићено. Службена језичка права 13 признатих мањина регулисана су Законом о правима националних и етничких мањина, који предвиђа мере за развој културно-просветне аутономије. Нивои језичке асимилације међу мађарским етничким мањинама су високи. У време Пописа 2001. године, од 314.059 грађана који припадају етничким мањинама, 135.787 је навело мањински језик као примарни језик. .
Према условима Европске повеље о регионалним или мањинским језицима, Мађарска пружа посебну заштиту за јерменски, бојашки, бугарски, хрватски, немачки, грчки, пољски, ромски, румунски, русински, српски, словачки, словеначки и украјински језик.

## Породице језика
Уралски језици
– Мађарски: Једини службени језик у земљи, неповезан ни са једним од суседних језика. То је први језик од неких 98,9% укупне популације.
Индоевропски језици
– Немачки: којима говори немачка мањина, посебно у Мечек планинама и око њих, али и у другим деловима земље. (Историјски гледано, швапски немачки дијалект се некада говорио у Мађарској.)
– Словачки: говори словачка мањина, посебно у Северномађарским планинама и око Бекешчабе.
– Српски: којима говори српска мањина, посебно у и око Бачке, али и на другим територијама јужне Мађарске.
– Словеначки: говори словеначка мањина, посебно око словенске границе, Западна Мађарска.
– Хрватски: којима говори хрватска мањина, посебно у јужној Мађарској.
– Румунски: којим говори румунска мањина, посебно у и око Ђуле у источној Мађарска.
– Ромски: којима говоре неки припадници ромске мањине широм земље.
Туркијски језици
– кумански: некада се говорило у Куншагу, региону у Мађарској. То је кипчачки језик и он је уско повезан са другим кипчак језицима као што је кримскотатарски. Последњи говорник куманског језика је умро 1777. године.
– Кипчак: некада се говорило у источној Европи која укључује Мађарску. Био је то лингва франка области под контролом Златне хорде. То је предак свих кипчачких језика данас, што укључује и изумрли кумански језик.
Знаковни језик
– Мађарски знаковни језик: њиме зна да се служи око 9.000 људи. Припада фамилији француског знаковног језика.

## Становништво по знању језика
| Language    | Number of speakers (2011) | Note |
| ----------- | ------------------------- | --- |
| Мађарски    | 9,896,333 (99.6%)         | Једини службени језик Мађарске, од којих га 9.827.875 људи (98,9%) говори као први језик, док га 68.458 људи (0,7%) говори као други језик. |
| Енглески    | 1,589,180 (16.0%)         | Страни језик |
| Немачки     | 1,111,997 (11.2%)         | Страни језик и суслужбени језик мањине |
| Руски       | 158,497 (1.6%)            | Страни језик |
| Румунски    | 128,852 (1.3%)            | Страни језик и суслужбени језик мањине |
| Француски   | 117,121 (1.2%)            | Страни језик |
| Италијански | 80,837 (0.8%)             | Страни језик |